# Secrétariat d'État à la Politique territoriale
Le secrétariat d'État à la Politique territoriale d'Espagne (en espagnol : Secretaría de Estado de Política Territorial) est le secrétariat d'État chargé des rapports entre le gouvernement, les collectivités décentralisées et les administrations déconcentrées.
Il relève du ministère de la Politique territoriale et de la Mémoire démocratique.

## Missions

### Fonctions
Le secrétariat d'État est chargé d'impulser, diriger et gérer les politiques gouvernementales en matière d'organisation et d'activité territoriales de l'État, d'Administration générale de l'État sur le territoire, ainsi que les relations institutionnelles avec les communautés autonomes et entités locales. Il lui revient de coordonner, impulser et gérer les affaires à caractère international qui se situent dans son champ de compétences. Il est également chargé de l'initiative et de l'impulsion des normes en matière de politique territoriale et de la coordination de la conférence des présidents.

### Organisation
Le secrétariat d’État s'organise de la manière suivante : 
- Secrétariat d'État à la Politique territoriale (Secretaría de Estado de Política Territorial) ;
  - Secrétariat général de la Coordination territoriale ;
    - Direction générale de la Coopération locale et des communautés autonomes ;
      - Sous-direction générale de la Coopération des communautés autonomes ;
      - Sous-direction générale des Relations bilatérales avec les communautés autonomes ;
      - Sous-direction générale de la Coopération locale ;

    - Direction générale du Régime juridique local et des communautés autonomes ;
      - Sous-direction générale du Régime juridique des communautés autonomes ;
      - Sous-direction générale du Régime juridique local ;

    - Direction générale de l'Administration générale de l'État sur le territoire ;
      - Sous-direction générale des Relations institutionnelles de l'Administration générale de l'État sur le territoire ;
      - Sous-direction générale de la Coordination de l'Administration générale de l'État sur le territoire ;
      - Sous-direction générale des Ressources humaines de l'Administration générale de l'État sur le territoire ;
      - Sous-direction générale de l'Administration financière et patrimoniale de l'Administration générale de l'État sur le territoire ;
      - Inspection des services de l'Administration générale de l'État sur le territoire ;

    - Sous-direction générale des Relations européennes et internationales.

## Titulaires
| Titulaire                                                  | Titulaire                     | Début      | Fin         | Parti | Ministre                                                            |
| ---------------------------------------------------------- | ----------------------------- | ---------- | ----------- | ----- | ------------------------------------------------------------------- |
|                                                            | Manuel Broseta                | 19/06/1980 | 05/06/1982  | UCD   | José Pedro Pérez-Llorca Rodolfo Martín Villa Rafael Arias-Salgado   |
|                                                            | Víctor Carrascal              | 05/07/1980 | 11/10/1980  | UCD   | José Pedro Pérez-Llorca                                             |
|                                                            | María Izquierdo Rojo          | 08/12/1982 | 23/02/1987  | PSOE  | Tomás de la Quadra-Salcedo Félix Pons Joaquín Almunia               |
|                                                            | José Francisco Peña Díez      | 28/02/1987 | 11/05/1996  | Sans  | Joaquín Almunia Juan Manuel Eguiagaray Jerónimo Saavedra Joan Lerma |
|                                                            | Jorge Fernández Díaz          | 11/05/1996 | 23/01/1999  | PP    | Mariano Rajoy                                                       |
|                                                            | Francisco Camps               | 23/01/1999 | 01/04/2000  | PP    | Ángel Acebes                                                        |
|                                                            | Gabriel Elorriaga             | 06/05/2000 | 20/04/2004  | PP    | Jesús Posada Javier Arenas Julia García-Valdecasas                  |
|                                                            | José Luis Méndez Romeu        | 20/04/2004 | 14/05/2005  | PSOE  | Jordi Sevilla                                                       |
|                                                            | Ana Isabel Leiva Díaz         | 14/05/2005 | 14/07/2007  | PSOE  | Jordi Sevilla                                                       |
|                                                            | Fernando Puig de la Bellacasa | 14/07/2007 | 25/04/2009  | PSOE  | Elena Salgado                                                       |
|                                                            | Gaspar Zarrías                | 25/04/2009 | 24/12/2011  | PSOE  | Manuel Chaves                                                       |
|                                                            | Enrique Ossorio               | 31/12/2011 | 06/10/2012  | PP    | Cristóbal Montoro                                                   |
|                                                            | Rosana Navarro Heras          | 06/10/2012 | 19/11/2016  | PP    | Cristóbal Montoro                                                   |
|                                                            | Roberto Bermúdez de Castro    | 19/11/2016 | 19/06/2018  | PP    | Soraya Sáenz de Santamaría                                          |
|                                                            | Ignacio Sánchez Amor          | 23/06/2018 | 29/06/2019  | PSOE  | Meritxell Batet                                                     |
|                                                            | Francisco Hernández Spínola   | 22/01/2020 | 03/02/2021  | PSOE  | Carolina Darias                                                     |
|                                                            | Víctor Francos Díaz           | 24/02/2021 | 21/07/2021  | PSC   | Miquel Iceta                                                        |
|                                                            | Alfredo González Gómez        | 01/09/2021 | 06/12/2023  | PSOE  | Isabel Rodríguez                                                    |
|                                                            | Arcadi España García          | 06/12/2023 | En fonction | PSOE  | Ángel Víctor Torres                                                 |
| Titres successifs : - depuis 2021 : Politique territoriale |                               |            |             |       |                                                                     |